# Nevrosi
La nevrosi (o neurosi) nella psicologia clinica moderna è un insieme di disturbi psicopatologici, in genere scaturiti da un conflitto inconscio, il cui sintomo trasversale di base è costituito da una forma d'ansia generalizzata e costante, con i sintomi ad essa correlati, senza che vi sia però una perdita di contatto con la realtà. In maniera generale, può essere definita come una "scarsa capacità di adattamento al proprio ambiente, incapacità di cambiare i propri schemi di vita e incapacità di sviluppare una personalità più ricca, più complessa e più soddisfacente". Il termine difatti discendente da "neuroticismo" che si riferisce a un tratto della personalità caratterizzato dalla tendenza all'ansia e all'esaurimento nervoso.
Il termine non è più comunemente utilizzato dalla comunità psichiatrica, essendo stato eliminato dal Manuale diagnostico e statistico dei disturbi mentali (DSM) dell'American Psychiatric Association, con la pubblicazione del DSM III nel 1980, e dalla Classificazione Internazionale delle Malattie (ICD) dell'Organizzazione Mondiale della Sanità dove è stato sostituito dalla "Affettività negativa". Tuttavia il termine "neuroticismo" è tuttora utilizzato per definire uno dei Cinque tratti della personalità.

## Storia
Il termine fu coniato dal medico scozzese William Cullen nel 1769 in riferimento a disordini psichici causati da un'affezione generale del sistema nervoso, che provocano a vari livelli disagio o sofferenza sull'individuo.
Fu solo con Sigmund Freud e con le scuole psicoanalitiche del XX secolo che il termine nevrosi venne a indicare una patogenesi di tipo psicologico, derivante da una rimozione o repressione di istinti, pulsioni e desideri, il cui contenuto non si manifesta a livello cosciente, ma sotto forma di conflitto inconscio tra Super-Io ed Es, e la cui soddisfazione è comunque necessaria, pena il manifestarsi nel tempo e nella sfera della coscienza di disturbi psichici e del comportamento più o meno gravi.
Nel 1980, con la pubblicazione del DSM-III, la categoria delle "neurosi" fu sostituita dalla categoria dei "disturbi d'ansia". La nevrastenia (una nevrosi caratterizzata da affaticamento inspiegabile) fu correlata in modo approssimativo a una forma lieve di depressione. Questa edizione del DSM introdusse inoltre per la prima volta la condizione di "disturbo post-traumatico da stress" (PTSD), definita in modo simile alla "reazione da stress grave" del DSM-I. Questo cambiamento derivò dalla decisione degli editori del manuale di fornire descrizioni comportamentali anziché descrizioni di meccanismi psicologici nascosti.

## Descrizione
La nevrosi si contraddistingue da altre forme di psicopatologia, come le psicosi, in quanto il paziente non perde il contatto con la realtà come avviene ad esempio attraverso deliri e allucinazioni. Le nevrosi possono portare, a seconda delle differenze strutturali e funzionali di ogni singolo paziente (a causa del vissuto personale), a diverse manifestazioni psicopatologiche: disturbo ossessivo-compulsivo, disturbo ossessivo-compulsivo di personalità, disturbo del controllo degli impulsi, disturbo d'ansia, isteria e una grande varietà di fobie.
Secondo C. George Boeree, professore emerito all'Università di Shippensburg, i sintomi della nevrosi includono: ansia, tristezza o depressione, rabbia, irritabilità, confusione mentale, bassa autostima, sintomi comportamentali come evitamento fobico, vigilanza, atti impulsivi e compulsivi, letargia, problemi cognitivi o pensieri inquietanti, pensieri ossessivi, negatività e cinismo. Interpersonalmente, la nevrosi può comportare dipendenza, aggressività, perfezionismo, isolamento schizoide, comportamenti socioculturali inappropriati.
La neurosi non deve essere confusa col neuroticismo, che è uno dei cinque fondamentali tratti di personalità secondo la teoria dei Big Five.

### Interpretazione Freudiana
Ogni nevrosi, secondo la teoria freudiana, avrebbe alla base un conflitto irrisolto riguardante la sfera sessuale. Secondo Freud, l'esperienza della sofferenza psicologica non è di per sé un problema ma lo diventa quando questa sofferenza:
- Si origina durante l’infanzia;
- È cronica;
- Incide profondamente sul comportamento della persona;
- Compromette le sue capacità di lavoro;
- Compromette le sue relazioni affettive-sessuali;
- Compromette alcune importanti funzioni fisiologiche e psicologiche.

Quando assume queste caratteristiche, la sofferenza diventa un problema psicologico, ossia segnala la presenza di una nevrosi.

### Interpretazione Junghiana
Pur riconoscendo il peso del momento erotico quale impulso generatore, per Carl Gustav Jung la nevrosi "non è nient'altro che un tentativo di soluzione individuale (non riuscito) d'un problema generale", identificandola come il risultato finale di un confronto conflittuale tra le pulsioni intrinseche dell'individuo e l'ambiente e il tempo in cui vive.
Jung vide nevrosi collettive in politica:

### Interpretazione secondo la psicologia evolutiva
Secondo la psicologia evolutiva, le persone sane sono dotate di multiple personalità, ovvero comportamenti che sono portati ad assumere automaticamente ogni volta che una determinata situazione si ripresenta. "La nevrosi è caratterizzata dall'unicità della personalità, ripetitiva e coatta" che quindi non si adatta alle diverse situazioni, ma resta sempre uguale.

## Trattamento
Il trattamento della nevrosi può risultare complesso per via della sua natura cronica e della riluttanza dell'individuo ad accettare il cambiamento richiesto dalla terapia. Il trattamento passa per due livelli: il primo necessariamente di tipo psicoterapeutico volto ad affrontare i conflitti inconsci alla base del disturbo; il secondo di tipo psicofarmacologico da attuarsi sempre in associazione a quello psicoterapeutico, qualora questo non abbia sortito i risultati consistenti. In particolare sono ritenuti particolarmente efficaci allo scopo sulpiride ed amisulpiride in bassi dosaggi che in Italia trovano apposita indicazione per psiconevrosi ansioso-depressiva con cenestopatia e somatizzazione.